# العنف الجنسي: وجهات النظر المتعارضة (2003)
العنف الجنسي: وجهات النظرالمُتعارضة هو كتاب صدر عام 2003م من إعداد هيلين كوثران. يقدم مجموعة من وجهات النظر المتناقضة التي ترتكز على أربعة أسئلة مركزية حول العنف الجنسي ألا وهي: أسبابه، ومدى خطورته، وكيفية معالجة المجتمع منه، وكيفية الحد من آثاره. يُعد الكتاب جزءًا من سلسلة كتب «وجهات النظر المُتعارضة».